# Czech International 1999
Die 28. Czech International 1999 im Badminton fanden vom 30. September bis zum 3. Oktober 1999 in Nymburk statt.

## Sieger und Platzierte
| Disziplin    | Gold                            | Silber                         | Bronze                                 |
| ------------ | ------------------------------- | ------------------------------ | -------------------------------------- |
| Herreneinzel | Robert Nock                     | Przemysław Wacha               | Björn Joppien                          |
| Herreneinzel | Robert Nock                     | Przemysław Wacha               | Boris Kessov                           |
| Dameneinzel  | Katja Michalowsky               | Heike Schönharting             | Markéta Koudelková                     |
| Dameneinzel  | Katja Michalowsky               | Heike Schönharting             | Maja Pohar                             |
| Herrendoppel | Mihail Popov Svetoslav Stoyanov | Christian Mohr Joachim Tesche  | Patrik Isaksson Ola Molin              |
| Herrendoppel | Mihail Popov Svetoslav Stoyanov | Christian Mohr Joachim Tesche  | Kristof Hopp Thomas Tesche             |
| Damendoppel  | Liza Parker Suzanne Rayappan    | Anne Hönscheid Wiebke Schrempf | Agnieszka Czerwińska Agnieszka Jaskuła |
| Damendoppel  | Liza Parker Suzanne Rayappan    | Anne Hönscheid Wiebke Schrempf | Kamila Augustyn Angelika Węgrzyn       |
| Mixed        | Ola Molin Johanna Persson       | Christian Mohr Anne Hönscheid  | Marcin Burzynski Agnieszka Jaskuła     |
| Mixed        | Ola Molin Johanna Persson       | Christian Mohr Anne Hönscheid  | Paul Trueman Liza Parker               |